# Derby della Provincia di Alessandria
Il derby della provincia di Alessandria è un incontro calcistico tra l'Alessandria e il Casale ed è per tradizione uno tra i più importanti eventi sportivi della provincia e della Regione Piemonte.

## Le origini della rivalità
Si tratta di una sfida che pone di fronte due squadre provenienti da città rivali fin dalla nascita di Alessandria, sorta nel XII secolo per iniziativa dei comuni della Lega Lombarda che intendevano creare un avamposto che sorvegliasse il Marchesato del Monferrato, di cui Casale era capitale. Con il passare dei secoli, il campanilismo tra i due centri è rimasto, sfociando, con l'arrivo in Italia del calcio, sport nel quale le due squadre hanno grande tradizione (entrambe hanno fatto parte, a cavallo delle due guerre, del cosiddetto quadrilatero piemontese assieme a Novara e Pro Vercelli, rimanendo stabilmente nella massima divisione e rifornendo di grandi giocatori la Nazionale grazie a vivai all'avanguardia), in una marcata rivalità tra le tifoserie grigia e nerostellata.

### Il caso del 1928
Quest'inimicizia s'inasprì ulteriormente in occasione di una partita giocata sul finire del campionato 1927-28, quando entrambe le squadre avevano ottenuto la qualificazione al girone finale di otto squadre assieme alle torinesi, alle milanesi, al Bologna e al Genoa. A cinque partite dal termine l'Alessandria, allenata da Carcano, era lanciata all'inseguimento del Torino, che conduceva la classifica del girone con 4 punti di vantaggio sui grigi, ma che aveva di fronte un calendario più difficile rispetto a quello degli avversari. L'Alessandria avrebbe affrontato la trasferta di Casale e, successivamente, tre partite casalinghe, tra cui lo scontro diretto contro il Torino, prima di terminare il campionato a Genova. Discorso opposto per il Casale: cenerentola del girone, aveva all'attivo due soli punti, frutto di due pareggi ottenuti contro il Milan e a Genova.
La trasferta in Monferrato del 1º luglio 1928 sembrava dunque dover essere una formalità per i grigi, che all'andata, il 6 maggio, si erano imposti per 5-1 con doppietta del leader Giovanni Ferrari e che non perdevano contro i nerostellati dall'epoca dei primi derby, nella stagione 1913-14; tutto lasciava presagire una nuova affermazione della squadra grigia. Il risultato del campo però sovvertì completamente i pronostici: il Casale passò presto in vantaggio, dilagò e vinse per 5-0 quella che i cronisti definirono "una pessima gara del portiere alessandrino". Non solo agli atterriti tifosi, ma anche ai dirigenti grigi il risultato e il comportamento dell'estremo difensore Curti (presto ceduto) parvero sospetti, anche se nessun'indagine fu mai avviata al riguardo dalla Federazione, già travolta l'anno prima dal "Caso Allemandi".
La sconfitta della formazione grigia, per la quale non fu più sufficiente battere per 2-1 il Torino nello scontro diretto due settimane dopo, lanciò i granata ai quali bastò, all'ultimo turno, pareggiare in casa del Milan per vincere lo scudetto, mentre l'Alessandria pareggiò con il Genoa in una partita decisiva ormai per il solo secondo posto. La pesantissima sconfitta di Casale, a tutt'oggi la più netta vittoria dei nerostellati in un derby, e i suoi risvolti mai chiariti erano dunque costati a quella che fu la più forte Alessandria di ogni tempo la possibilità di vincere uno scudetto che non sarebbe mai più arrivato; questo episodio influì in maniera assai importante sui già difficili rapporti tra le tifoserie.

## Le gare in campionato
A partire dal 1913, anno della prima partecipazione dell'Alessandria alla Prima Divisione del Campionato nazionale e della vittoria dello scudetto da parte dei casalesi, la gara è stata disputata nei campionati professionistici 56 volte, di cui:
- 14 nei campionati di primo livello antecendenti al 1929;
- 8 nella Serie A a girone unico;
- 4 in Serie B;
- 10 in Serie C;
- 8 in Serie C1;
- 14 in Serie C2 o Lega Pro Seconda Divisione;
- 4 in Serie D;
- 2 nel campionato di Promozione Piemontese;
- 2 in Campionato di Guerra.

### I precedenti
| Nº | Competizione                         | Incontro                  | Risultato | Note e marcatori                                                |
| -- | ------------------------------------ | ------------------------- | --------- | --------------------------------------------------------------- |
| 1  | Prima Categoria 1913-1914            | Casale- Alessandria       | 1 - 0     | Mattea                                                          |
| 2  | Prima Categoria 1913-1914            | Alessandria- Casale       | 1 - 3     | Brunoldi (A), Gallina II, Barbesino, Mattea                     |
| 3  | Prima Categoria 1919-1920            | Casale- Alessandria       | 1 - 1     | Bargero (C), Grillo                                             |
| 4  | Prima Categoria 1919-1920            | Alessandria- Casale       | 4 - 2     | Baloncieri 2, Riccio (C), Papa II 2, Bertinotti (C)             |
| 5  | Prima Categoria 1920-1921            | Casale- Alessandria       | 1 - 2     | Carcano, Patrucco (C), Brezzi                                   |
| 6  | Prima Categoria 1920-1921            | Alessandria- Casale       | 3 - 1     | Capra I, Fornero (C), Baloncieri, Brezzi                        |
| 7  | Prima Divisione 1921-1922            | Casale- Alessandria       | 0 - 0     |                                                                 |
| 8  | Prima Divisione 1921-1922            | Alessandria- Casale       | 1 - 1     | Mattea, Carcano (A)                                             |
| 9  | Prima Divisione 1923-1924            | Casale- Alessandria       | 0 - 1     | Baloncieri                                                      |
| 10 | Prima Divisione 1923-1924            | Alessandria- Casale       | 5 - 1     | Banchero I 2, Migliavacca (C), Capra I, Bay I, Avalle           |
| 11 | Divisione Nazionale 1927-1928        | Alessandria- Casale       | 5 - 1     | Ferrari 2, Banchero I, Patrucco (aut.), Caligaris (C), Cattaneo |
| 12 | Divisione Nazionale 1927-1928        | Casale- Alessandria       | 5 - 0     | Zanni, Varalda, Patrucco, Migliavacca, Buscaglia                |
| 13 | Divisione Nazionale 1928-1929        | Alessandria- Casale       | 1 - 1     | Migliavacca, Cattaneo (A)                                       |
| 14 | Divisione Nazionale 1928-1929        | Casale- Alessandria       | 1 - 4     | Banchero I 3, Cattaneo, Albertoni (C)                           |
| 15 | Serie A 1930-1931                    | Alessandria- Casale       | 2 - 0     | Avalle, Chierico                                                |
| 16 | Serie A 1930-1931                    | Casale- Alessandria       | 0 - 0     | sul campo neutro di Vercelli                                    |
| 17 | Serie A 1931-1932                    | Casale- Alessandria       | 2 - 2     | Celoria, Borel I, Notti (A), Marchina (A)                       |
| 18 | Serie A 1931-1932                    | Alessandria- Casale       | 1 - 4     | Bosso, Gardini 2, Marchina (A), Borel I                         |
| 19 | Serie A 1932-1933                    | Alessandria- Casale       | 1 - 1     | Caudera, Cornara (A)                                            |
| 20 | Serie A 1932-1933                    | Casale- Alessandria       | 0 - 0     |                                                                 |
| 21 | Serie A 1933-1934                    | Alessandria- Casale       | 4 - 1     | Riccardi, Borelli, Celoria (C), Cattaneo, Notti                 |
| 22 | Serie A 1933-1934                    | Casale- Alessandria       | 2 - 1     | Borelli (A), Gardini, Caimmi                                    |
| 23 | Serie A 1938-1939                    | Alessandria- Casale       | 4 - 0     | Massiglia, Ghidini, Cresta, Fibbi                               |
| 24 | Serie A 1938-1939                    | Casale- Alessandria       | 1 - 1     | Parodi, Carelli (C)                                             |
| 25 | Campionato Alta Italia 1944          | Casale- Alessandria       | 2 - 1     | Martina (A), Carapellese, Barera                                |
| 26 | Campionato Alta Italia 1944          | Alessandria- Casale       | 1 - 0     | Rossi                                                           |
| 27 | Serie B-C Alta Italia 1945-1946      | Alessandria- Casale       | 1 - 2     | Todeschini, Stradella (A), Mozzambani                           |
| 28 | Serie B-C Alta Italia 1945-1946      | Casale- Alessandria       | 3 - 1     | omologata col risultato di 2-1 – Voglino, Arezzi (A), Remondini |
| 29 | Serie C 1950-1951                    | Alessandria- Casale       | 0 - 0     |                                                                 |
| 30 | Serie C 1950-1951                    | Casale- Alessandria       | 3 - 0     | Savioni, Guzzoni, Ferrarotti                                    |
| 31 | Serie C 1951-1952                    | Casale- Alessandria       | 1 - 0     |                                                                 |
| 32 | Serie C 1951-1952                    | Alessandria- Casale       | 3 - 2     | Colombo, Marchioro, Brenna (C), Vitto (aut., C), Valentinuzzi   |
| 33 | Serie C 1975-1976                    | Alessandria- Juniorcasale | 1 - 0     | Giani                                                           |
| 34 | Serie C 1975-1976                    | Juniorcasale- Alessandria | 2 - 1     | Buscaglia, Baisi (A), Landini                                   |
| 35 | Serie C 1976-1977                    | Juniorcasale- Alessandria | 1 - 2     | Scorletti (J), Frigerio, Marullo                                |
| 36 | Serie C 1976-1977                    | Alessandria- Juniorcasale | 0 - 1     | Buscaglia                                                       |
| 37 | Serie C 1977-1978                    | Juniorcasale- Alessandria | 2 - 1     | Bologna (A), Ascagni, Lucetti (aut.)                            |
| 38 | Serie C 1977-1978                    | Alessandria- Juniorcasale | 1 - 0     | Vagheggi                                                        |
| 39 | Serie C1 1978-1979                   | Alessandria- Juniorcasale | 0 - 1     | Pozzi                                                           |
| 40 | Serie C1 1978-1979                   | Juniorcasale- Alessandria | 1 - 1     | Calisti, Pozzi (J)                                              |
| 41 | Serie C1 1979-1980                   | Casale- Alessandria       | 0 - 0     |                                                                 |
| 42 | Serie C1 1979-1980                   | Alessandria- Casale       | 0 - 0     |                                                                 |
| 43 | Serie C2 1982-1983                   | Casale- Alessandria       | 1 - 0     | Mendo                                                           |
| 44 | Serie C2 1982-1983                   | Alessandria- Casale       | 3 - 0     | Pieri, Scarrone 2                                               |
| 45 | Serie C2 1983-1984                   | Alessandria- Casale       | 2 - 0     | Scarrone, Pistis                                                |
| 46 | Serie C2 1983-1984                   | Casale- Alessandria       | 1 - 0     | Paolini                                                         |
| 47 | Serie C2 1986-1987                   | Casale- Alessandria       | 1 - 0     | Gino                                                            |
| 48 | Serie C2 1986-1987                   | Alessandria- Casale       | 0 - 0     |                                                                 |
| 49 | Serie C2 1987-1988                   | Casale- Alessandria       | 0 - 0     |                                                                 |
| 50 | Serie C2 1987-1988                   | Alessandria- Casale       | 1 - 0     | Mastini                                                         |
| 51 | Serie C2 1988-1989                   | Alessandria- Casale       | 0 - 0     |                                                                 |
| 52 | Serie C2 1988-1989                   | Casale- Alessandria       | 0 - 0     |                                                                 |
| 53 | Serie C1 1989-1990                   | Alessandria- Casale       | 0 - 0     |                                                                 |
| 54 | Serie C1 1989-1990                   | Casale- Alessandria       | 0 - 0     |                                                                 |
| 55 | Serie C1 1991-1992                   | Alessandria- Casale       | 0 - 0     |                                                                 |
| 56 | Serie C1 1991-1992                   | Casale- Alessandria       | 0 - 0     |                                                                 |
| 57 | Serie D 2006-2007                    | Casale- Alessandria       | 3 - 1     | Lorieri (A), Panzanaro, Ianni, Cusano                           |
| 58 | Serie D 2006-2007                    | Alessandria- Casale       | 1 - 1     | Pezzica, Panzanaro (C)                                          |
| 59 | Serie D 2007-2008                    | Alessandria- Casale       | 1 - 0     | Artico                                                          |
| 60 | Serie D 2007-2008                    | Casale- Alessandria       | 0 - 0     |                                                                 |
| 61 | Lega Pro Seconda Divisione 2011-2012 | Casale- Alessandria       | 0 - 0     |                                                                 |
| 62 | Lega Pro Seconda Divisione 2011-2012 | Alessandria- Casale       | 1 - 1     | Segarelli, Taddei (C)                                           |
| 63 | Lega Pro Seconda Divisione 2012-2013 | Casale- Alessandria       | 1 - 1     | Curcio, Ferretti (A)                                            |
| 64 | Lega Pro Seconda Divisione 2012-2013 | Alessandria- Casale       | 1 - 0     | Fanucchi                                                        |
| 65 | Promozione Piemonte 2024-2025        | Casale- Alessandria       | 0 - 0     |                                                                 |
| 66 | Promozione Piemonte 2024-2025        | Alessandria- Casale       | 0 - 0     |                                                                 |

### Statistiche
Le statistiche sono aggiornate al 24 febbraio 2025.

#### Bilancio complessivo
| Squadra     | G  | V  | N  | P  | Gf | Gs |
| ----------- | -- | -- | -- | -- | -- | -- |
| Alessandria | 66 | 20 | 28 | 18 | 71 | 56 |
| Casale      | 66 | 18 | 28 | 20 | 56 | 71 |

#### Statistiche dei derby giocati ad Alessandria
| Squadra     | G  | V  | N  | P  | Gf | Gs |
| ----------- | -- | -- | -- | -- | -- | -- |
| Alessandria | 33 | 16 | 12 | 5  | 49 | 24 |
| Casale      | 33 | 5  | 12 | 16 | 24 | 49 |

#### Statistiche dei derby giocati a Casale Monferrato
| Squadra     | G  | V  | N  | P  | Gf | Gs |
| ----------- | -- | -- | -- | -- | -- | -- |
| Alessandria | 33 | 4  | 16 | 13 | 22 | 32 |
| Casale      | 33 | 13 | 16 | 4  | 32 | 22 |

## Altre gare
- Alessandria-Casale fu la finale di Coppa CONI (un torneo oggi scomparso, di stampo simile a quello dell'odierna Coppa Italia, che raccoglieva le partecipazioni di squadre di prima categoria) per la stagione 1926-27: fu l'Alessandria a conquistare il trofeo, vincendo la gara d'andata per 2-1 ad Alessandria e pareggiando per 1-1 il ritorno a Casale Monferrato[2].
- Non c'è alcun precedente in Coppa Italia, mentre se ne contano 13 in Coppa Italia Serie C: 7 gare sono state giocate a Casale Monferrato (con un bilancio di 3 vittorie del Casale, 3 pareggi e una vittoria dell'Alessandria) e 6 ad Alessandria (3 vittorie dell'Alessandria, un pareggio e 2 vittorie del Casale). Il bilancio totale è di 5 vittorie per i monferrini, 4 pareggi e 4 per l'Alessandria, che ha complessivamente segnato più reti (16-15).
- Il 3 dicembre 2006 e il 15 aprile 2007, con le due squadre inserite nel Girone A del campionato di Serie D, si sono tenuti per la prima volta derby in una categoria dilettantistica. Il 27 settembre 2006, inoltre, a Casale era stato disputato il primo derby valido per la Coppa Italia di Serie D (2-1 per i nerostellati).

## Curiosità
- Alessandria-Casale del 2024-2025, giocata allo Stadio Moccagatta di Alessandria il 23 febbraio 2025, ha avuto il record nazionale di spettatori presenti ad una partita di campionato di Promozione, circa 4500, oltre che la presenza di giornalisti provenienti da varie parti d'Italia e dall'estero.

## Altri derby
Oltre ad Alessandria-Casale, si sono verificati nel corso della storia del campionato diversi incroci tra le formazioni della provincia. Questi sono i dati relativi all'incidenza delle gare nelle categorie professionistiche.
- Acqui-Alessandria (2 gare in Campionato Nazionale)
- Acqui-Casale (8 gare in Serie C)
- Acqui-Derthona (6 gare in Serie C)
- Alessandria-Derthona (2 gare in Campionato Nazionale, 10 in Serie C, 2 in Serie C1, 14 in Serie C2)
- Alessandria-Novese (2 gare in Campionato Nazionale, 2 in Serie C)
- Alessandria-Valenzana (4 gare in Campionato Nazionale, 6 in Serie C2)
- Casale-Derthona (2 gare in Serie B, 6 in Serie C, 2 in Serie C1, 8 in Serie C2)
- Casale-Valenzana (4 gare in Campionato Nazionale, 6 in Serie C2)
- Derthona-Novese (6 gare in Serie C)
- Novese-Valenzana (2 gare in Campionato Nazionale)